# Onthophagus parenthesis
Onthophagus parenthesis là một loài bọ cánh cứng trong họ Bọ hung (Scarabaeidae).